# JFK: The Final Hours
JFK: The Final Hours es un documental estadounidense de historia de 2013, dirigido por Erik Nelson, que a su vez lo escribió, a cargo de la musicalización estuvo Richard Thompson y los protagonistas son Bill Paxton, Clint Hill y Martin K.A. Morgan, entre otros. Esta obra fue producida por National Geographic Channel y se estrenó el 8 de noviembre de 2013.

## Sinopsis
Se da a conocer el último día de la vida de John Fitzgerald Kennedy mediante relatos de la gente que estuvo con él en sus momentos finales.